# Хорват, Йожеф
Йожеф Хорват (венг. Horváth József; род. 13 августа 1964) — венгерский шахматист, гроссмейстер (1990), международный арбитр (1998), старший тренер ФИДЕ (2010).
Участник 2-х чемпионатов мира среди юниоров (1982—1983) и 13-го чемпионата Европы среди юниоров (1983/1984) в г. Гронингене.
Многократный участник различных соревнований в составе национальной сборной по шахматам:
- 3 олимпиады (1990—1992, 1998).
- 2-й командный чемпионат мира по шахматам (1989) в г. Люцерне. Выступая на 4-й доске, выиграл бронзовую медаль в индивидуальном зачёте.
- 2 командных чемпионата Европы (1989, в 1992 выступал за вторую сборную).
- 2 Кубка Митропы[нем.] (1990, 2013). В 1990 выиграл серебряную медаль в команде.

Многократный участник Кубков европейских клубов (1988—1997, 1999, 2002—2005). Выиграл три серебряные медали в составе команды «Honved Budapest» (1988, 1993, 1995).
Его брат Чаба также является шахматистом.

## Изменения рейтинга
| Графики недоступны из-за технических проблем. См. информацию на Фабрикаторе и на mediawiki.org. |